# Горсшу-Лейк (Арканзас)
Горсшу-Лейк (англ. Horseshoe Lake) — місто (англ. town) в США, в окрузі Кріттенден штату Арканзас. Населення — 264 особи (2020).

## Географія

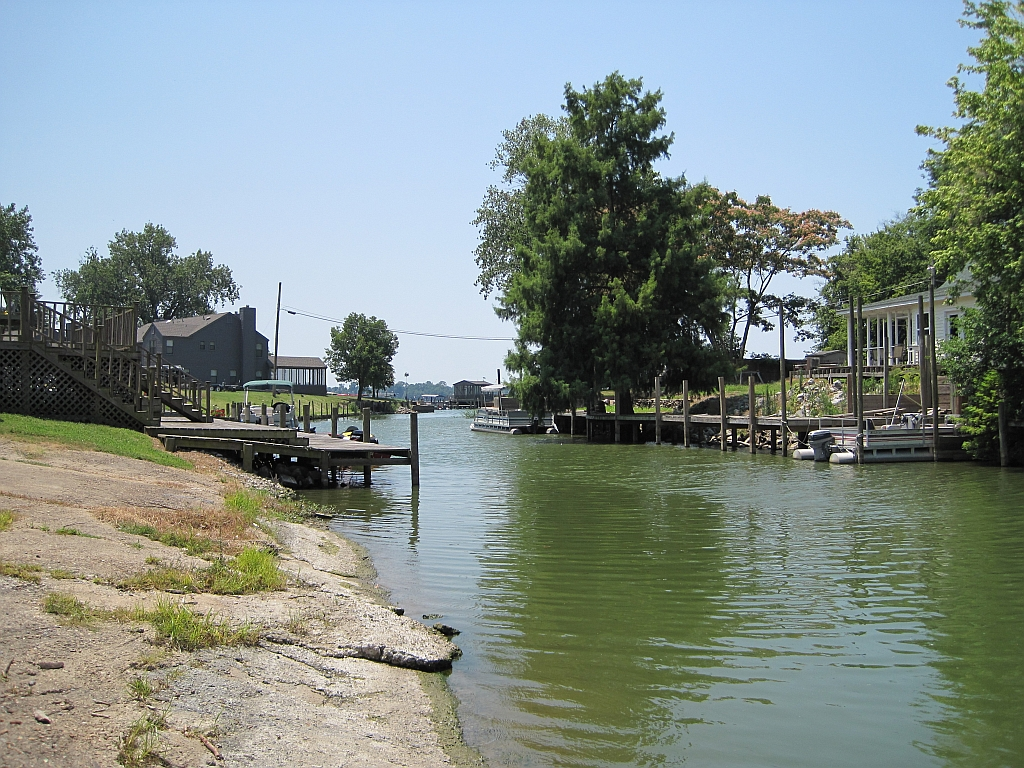
Берег озера Горсшу-Лейк

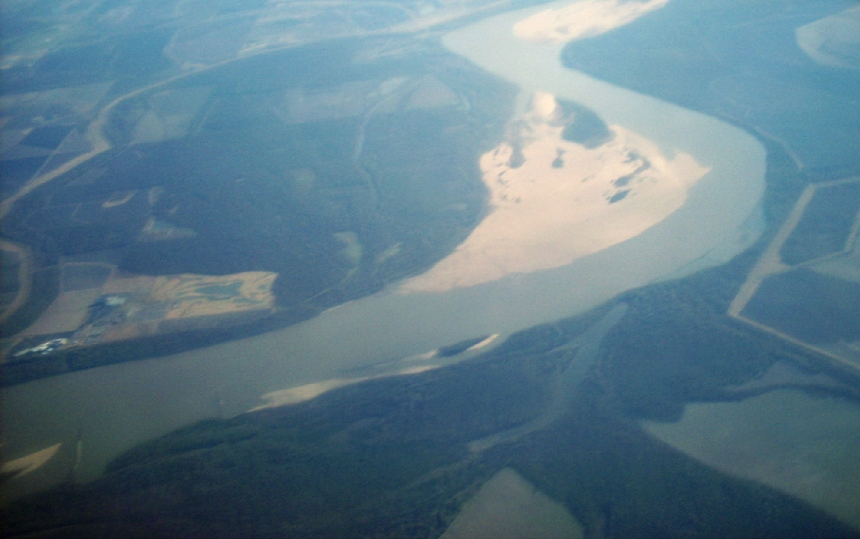
Меандр ріки Міссісіпі

Горсшу-Лейк розташований на висоті 9 метрів над рівнем моря за координатами 34°54′49″ пн. ш. 90°18′27″ зх. д. / 34.91361° пн. ш. 90.30750° зх. д. (34.913629, -90.307599).  За даними Бюро перепису населення США в 2010 році місто мало площу 0,35 км², уся площа — суходіл. В 2017 році площа становила 0,41 км², з яких 0,40 км² — суходіл та 0,02 км² — водойми.

### Озеро
Містечко отримало назву за назвою розташованого на схід озера Горсшу-Лейк, що має форму підкови (англ. Horseshoe — «кінська підкова»). Подібна форма озер і стариць не є рідкістю серед рівнинних водойм нижньої течії річки Міссісіпі та дельт інших річок.

## Демографія
Згідно з переписом 2010 року, у місті мешкали 292 особи в 146 домогосподарствах у складі 80 родин. Густота населення становила 827 осіб/км².  Було 233 помешкання (660/км²). 
Расовий склад населення:
| - 92,8 % — білих - 3,8 % — чорних або афроамериканців - 2,4 % — корінних американців |

До двох чи більше рас належало 0,7 %. Іспаномовні складали 2,7 % від усіх жителів.
За віковим діапазоном населення розподілялося таким чином: 16,4 % — особи молодші 18 років, 57,6 % — особи у віці 18—64 років, 26,0 % — особи у віці 65 років та старші. Медіана віку мешканця становила 53,3 року. На 100 осіб жіночої статі у місті припадало 102,8 чоловіків;  на 100 жінок у віці від 18 років та старших — 95,2 чоловіків також старших 18 років.
Середній дохід на одне домашнє господарство  становив 38 483 долари США (медіана — 30 893), а середній дохід на одну сім'ю — 53 635 доларів (медіана — 51 250). За межею бідності перебувало 20,2 % осіб, у тому числі 56,3 % дітей у віці до 18 років та 6,2 % осіб у віці 65 років та старших.
Цивільне працевлаштоване населення становило 96 осіб. Основні галузі зайнятості: науковці, спеціалісти, менеджери — 25,0 %, освіта, охорона здоров'я та соціальна допомога — 19,8 %, транспорт — 10,4 %, роздрібна торгівля — 9,4 %.
За даними перепису населення 2000 в Горсшу-Лейк проживала 321 особа, 89 сімей, налічувалося 156 домашніх господарств і 241 житловий будинок. Середня густота населення становила близько 802,5 осіб на один квадратний кілометр. Расовий склад Горсшу-Лейк за даними перепису розподілився таким чином: 94,39 % білих, 5,30 % — чорних або афроамериканців, 0,31 % — інших народів. Іспаномовні склали 0,31 % від усіх жителів містечка.
З 156 домашніх господарств в 18,6 % — виховували дітей віком до 18 років, 47,4 % представляли собою подружні пари, які спільно проживали, в 4,5 % сімей жінки проживали без чоловіків, 42,9 % не мали сімей. 35,9 % від загального числа сімей на момент перепису жили самостійно, при цьому 16,7 % склали самотні літні люди у віці 65 років та старше. Середній розмір домашнього господарства склав 2,06 особи, а середній розмір родини — 2,65 особи.
Населення містечка за віковою діапазону за даними перепису 2000 року розподілилося таким чином: 17,4 % — жителі молодше 18 років, 4,0 % — між 18 і 24 роками, 26,2 % — від 25 до 44 років, 27,4 % — від 45 до 64 років і 24,9 % — у віці 65 років та старше. Середній вік мешканця склав 47 років. На кожні 100 жінок в Горсшу-Лейк припадало 92,2 чоловіків, у віці від 18 років та старше — 89,3 чоловіків також старше 18 років.
Середній дохід на одне домашнє господарство в містечку склав 30 083 долара США, а середній дохід на одну сім'ю — 36 250 доларів. При цьому чоловіки мали середній дохід в 29 583 долара США на рік проти 23 750 доларів середньорічного доходу у жінок. Дохід на душу населення в містечку склав 17 517 доларів на рік. 4,9 % від усього числа сімей в окрузі і 10,2 % від усієї чисельності населення перебувало на момент перепису населення за межею бідності, при цьому 3,9 % з них були молодші 18 років і 20,5 % — у віці 65 років та старше.